# Ramsey Ann Naito

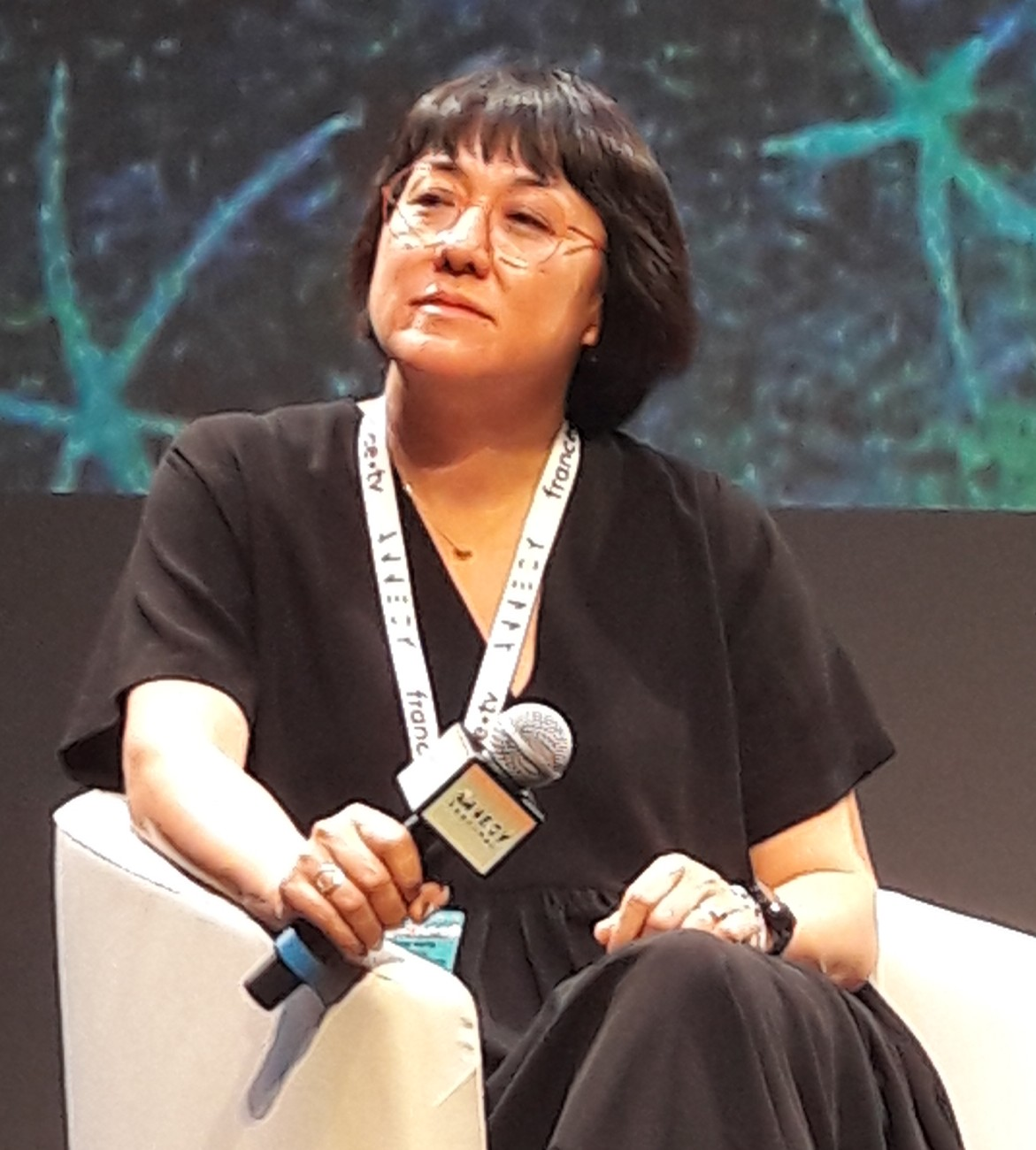
Ramsey Naito

Ramsey Ann Naito (* 20. Jahrhundert) ist eine US-amerikanische Filmproduzentin, die für einen Oscar nominiert wurde.

## Karriere
Naito begann im Jahr 1996 beim Filmstab zu arbeiten. Sie wirkte unter anderem bei der Fernsehserie Duckman für 36 Episoden als Produktionskoordinatorin sowie für fünf Episoden im Animationsbereich mit. Im Jahr darauf arbeitete sie bei der Fernsehserie Aaahh!!! Monster für fünf Episoden mit. Im Bereich der Filmproduktion zum Beispiel als Executive Producer wirkte sie unter anderem bei den Filmen South Park: Der Film – größer, länger, ungeschnitten, Rugrats – Der Film und dessen Fortsetzung, Jimmy Neutron – Der mutige Erfinder, Abenteuer der Familie Stachelbeere, Der SpongeBob Schwammkopf Film und Der tierisch verrückte Bauernhof mit. Für ihre Beteiligung an The Boss Baby erhielten sie und Tom McGrath bei der Oscarverleihung 2018 eine Oscarnominierung in der Kategorie „Bester Animationsfilm“. Des Weiteren erhielt sie eine Nominierung bei den PGA-Awards.

## Privat
Ramsey Ann Naito ist mit dem britisch-amerikanischen Filmschauspieler Alex Winter verheiratet und Mutter von zwei Kindern.

## Filmografie (Auswahl)
- 1996–1997: Duckman (Fernsehserie, 41 Episoden)
- 1997: Aaahh!!! Monster (Fernsehserie 5 Episoden)
- 1999: South Park: Der Film – größer, länger, ungeschnitten (South Park: Bigger, Longer & Uncut)
- 1999: Rugrats – Der Film (Rugrats – The Movie)
- 2000: Rugrats in Paris – Der Film (Rugrats in Paris: The Movie)
- 2001: Jimmy Neutron – Der mutige Erfinder (Jimmy Neutron: Boy Genius)
- 2002: Abenteuer der Familie Stachelbeere (The Wild Thornberrys Movie)
- 2004: Der SpongeBob Schwammkopf Film (The SpongeBob SquarePants Movie)
- 2006: Der tierisch verrückte Bauernhof (Barnyard)
- 2017: The Boss Baby